# تسیتسی دانگارمبگا
تسیتسی دانگارمبگا (انگلیسی: Tsitsi Dangarembga؛ زادهٔ ۴ فوریهٔ ۱۹۵۹) نویسنده، کارگردان فیلم و فعال فرهنگی اهل زیمبابوه است. از فیلم‌هایی که او کارگردانی کرده، می‌توان به مجوز قتل (۱۹۹۴) اشاره کرد.
آثار تسیتسی تحسین منتقدین را برانگیخته است. کتاب‌های او جوایز زیادی برده‌اند و به عنوان ادبیات کلاسیک زیمبابوه در نظر گرفته می‌شوند. فیلم‌هایش نیز در جشنواره‌های مختلف جهان از جمله جشنواره فیلم ساندنس آمریکا نمایش داده شده‌اند. او ساکن هراره است و در آنجا با کارگردانان زن آفریقایی همکاری می‌کند.

## کنشگری
تسیتسی از جمله معترضانی بود که در سال ۲۰۲۰ در جریان اعتراضات مردمی زیمبابوه علیه فساد و سوء‌مدیریت دولت بازداشت شد. او به جرم تحریک به ارتکاب خشنونت و سرپیچی از مقررات بهداشتی وضع شده برای مهار ویروس کرونا محکوم و پس از آن با وثیقه آزاد شد. همکاران نویسنده او خواستار لغو این اتهامات شده‌اند، اتهاماتی که خود تسیتسی آن‌ها را رد می‌کند.